# 二苯基氧化膦
二苯基氧化膦是一种有机磷化合物，化学式为(C6H5)2P(O)H。它是白色固体，可溶于极性有机溶剂。

## 合成
将亚磷酸二乙酯等亚磷酸酯与格氏试剂反应，然后用酸处理反应物，可以获得二苯基氧化膦：
(C2H5O)2P(O)H  +  3 C6H5MgBr  →  (C6H5)2P(O)MgBr  +  C2H5OMgBr
(C6H5)2P(O)MgBr  +  HCl →  (C6H5)2P(O)H  + MgBrCl
它也可以通过二苯基氯化膦或二苯基膦的部分水解来制备。

## 反应
二苯基氧化膦与其次要互变异构体二苯基次亚膦酸（(C6H5)2POH）平衡存在：
(C
6H
5)
2P(O)H    ⇌   (C
6H
5)
2POH
二苯基氧化膦在Buchwald-Hartwig偶联反应中用来引入二苯基膦取代基。
氯化亚砜将二苯基氧化膦转化为二苯基氯化膦。
有机次亚膦酸用DIBAL脱氧。所生成的仲膦是膦配体的前体。 